# Naked Weapon

Naked Weapon (Chek law dak gung) est un film hongkongais réalisé par Ching Siu-tung, sorti en 2002.

## Synopsis
Des jeunes filles sont enlevées partout dans le monde. La responsable de ces enlèvements n'est autre que Madame Ho. Celle-ci souhaite faire de ces filles des tueuses professionnelles. Après plusieurs années d'entraînement, Charlène, Katherine et Jing sont à la hauteur des attentes de leur professeur, et démarrent leur série d'assassinat. En mission, à Hong Kong, les jeunes femmes croisent le chemin de Jackie Chen, un agent de la CIA qui traque Madame Ho depuis de nombreuses années...

## Fiche technique
- Titre : Naked Weapon
- Titre original : Chek law dak gung
- Réalisation : Ching Siu-tung
- Scénario : Wong Jing
- Pays d'origine : Hong Kong
- Format : Couleurs - 1,85:1 - Dolby Digital - 35 mm
- Genre : Action
- Durée : 92 minutes
- Date de sortie : 2002
- Déconseillé aux moins de 12 ans.

## Distribution
- Marit Thoresen : Fiona Birch
- Almen Wong Pui-ha : Madame M
- Daniel Wu : Jack Chen
- Kwok Kai-yan  : petite catherine
- Renee Nichole Rommeswinkel : Charlene Ching jeune
- Lai Mo-ka : Little Jing
- Augustin Aguerreberry : Drillmaster
- Maggie Q : Charlene Ching
- Anya Daniel Wu : Katherine
- Jewel Lee : Jing
- Benny Lai : chef des yakuzas
- Cheng Pei-pei : Ching Faye
- Dennis Chan : M. Chan
- Hoi Lin : Ryuichi